# Контрабандист (фильм)
«Контрабандист» — художественный фильм. Другое название — «В поисках Золотого фаллоса».

## Сюжет
«Золотой фаллос» — уникальное произведение искусства древней цивилизации индейцев Южной Америки. Каким-то причудливым образом это сокровище в эпоху Петра Первого оказалось в России. А в наши дни сокровище попало в руки преступной московской группировки.
Главный герой фильма Сергей Иеронимов, попавший в трудное жизненное положение, связывается с бандой «латинос», чтобы решить свои проблемы и оказывается вовлечённым в опасную историю по поиску «золотого фаллоса».

## В ролях
- Сергей Газаров — Миша
- Наталья Крачковская — мама Миши
- Хосе Пелайо — Гилберто
- Хорхе Герра — контрабандист
- Лус Кроксатто — подруга Миши
- Армен Джигарханян — Эдик
- Леонид Куравлёв
- Борислав Брондуков — мафиозо
- Сергей Никоненко — Никанор
- Ольга Толстецкая — Марья Ивановна
- Мария Виноградова — колдунья
- Ксения Кутепова — Русакова
- Полина Кутепова — Русакова

## Критика
«В поисках золотого фаллоса» — это вам не «В поисках утраченного времени». Посильнее вещь будет. Может, и не так изысканна, но точно покруче, поядренее, позабористее.
В общем, так. Этот самый фаллос —  совсем не то, что вы подумали. Реликвия это. Сокровище. Не то индейцев каких-то, не то еще кого понять не удалось. Но точно золотой и не наш. Как-то (как опять не поняла) попавший к нам. Не то в петровские, не то в екатерининские времена во всяком случае, какие-то ряженые в кафтанах вначале вроде бы мелькали. Потом появились сегодняшние мафиози, которые, как водится, решили этот самый фаллос забодать за бугор. И отправили его туда на круизном теплоходе с «курьером» некой, по мысли авторов, секс-бомбой. А чтобы она не сбежала по своей пагубной слабости с первым встречным «фаллосом», прихватив еще и золотой, мафиози пристегивают к ней специалиста по «эротическому массажу» (Газаров), который должен доказать нимфоманке все преимущества профессионального подхода к делу (читай — телу). Понятное дело, нимфоманка всё равно сбегает, а фаллос всё равно куда-то исчезает. И тут наконец начинаются обещанные в названии поиски. Той же степени остроумия и веселья, что и все предыдущее. Гарниром к основному блюду идут ансамбль лилипутов, индейское племя, чилийско-колумбийские мафиози (все как один выпускники «Патриса Лумумбы», и это единственная действительно смешная фенька), Джигарханян в роли еще одного гиганта большого секса, Никоненко в роли идиота, изображающего дебила, и т. д. и т. п.

В общем обхохочешься. Особенно когда узнаёшь, что смастрячили всю эту «фаллосню» не третьи помощники пятых ассистентов, раздобывшие деньжат на компенсацию застарелых комплексов, а Александр Бородянский — сценарист «Афони», «Мы из джаза», «Города Зеро», «Курьера», и Себастьян Аларкон — режиссер «Ночи над Чили», «Падения Кондора», «Ягуара».— Татьяна Савицкая, журнал «Столица», 1993 год
В Чили этот фильм оценивают как худшую работу режиссёра Себастьяна Аларкона, так в обзоре его фильмографии ADN Radio Chile в 2019 году сообщало, что этот фильм в Чили «даже не был выпущен, уровень комедии был настолько плачевным, что даже не был показан в кинотеатрах».